# Bark (zeilschip)

Het zeilplan van een bark

Een bark is een zeilschip met daarop minimaal drie masten.
De bark voert drie en later ook wel meer (vier, zelfs vijf) masten. Alle masten, behalve de achterste, zijn vierkantgetuigd. De achterste (bezaansmast) bestaat uit een lange ondermast met bezaan en een steng met daaraan een gaffeltopzeil.

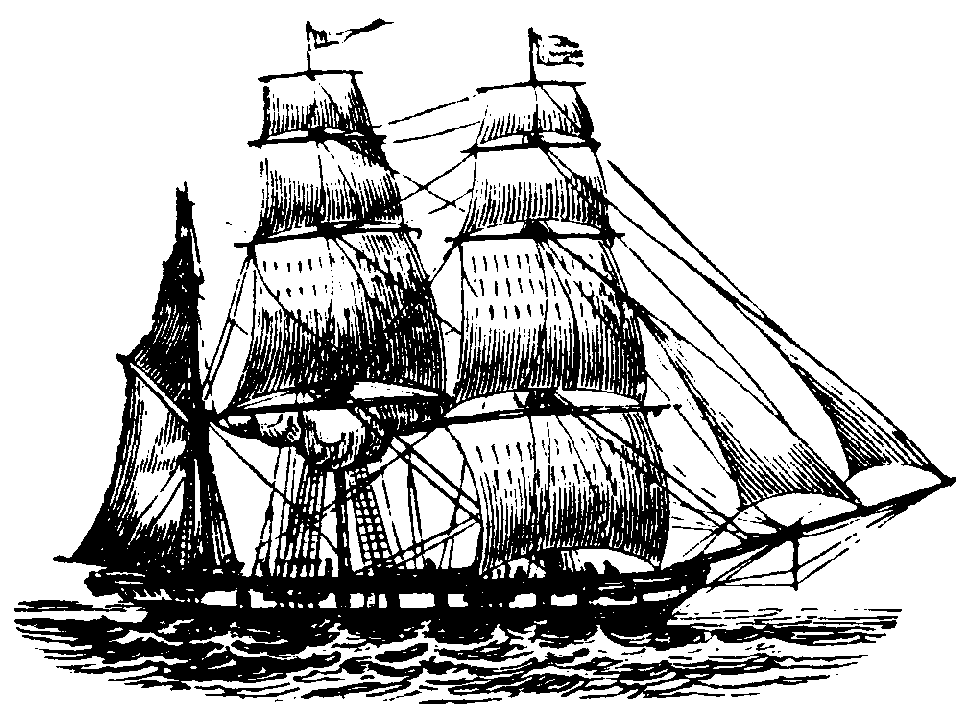
Bark
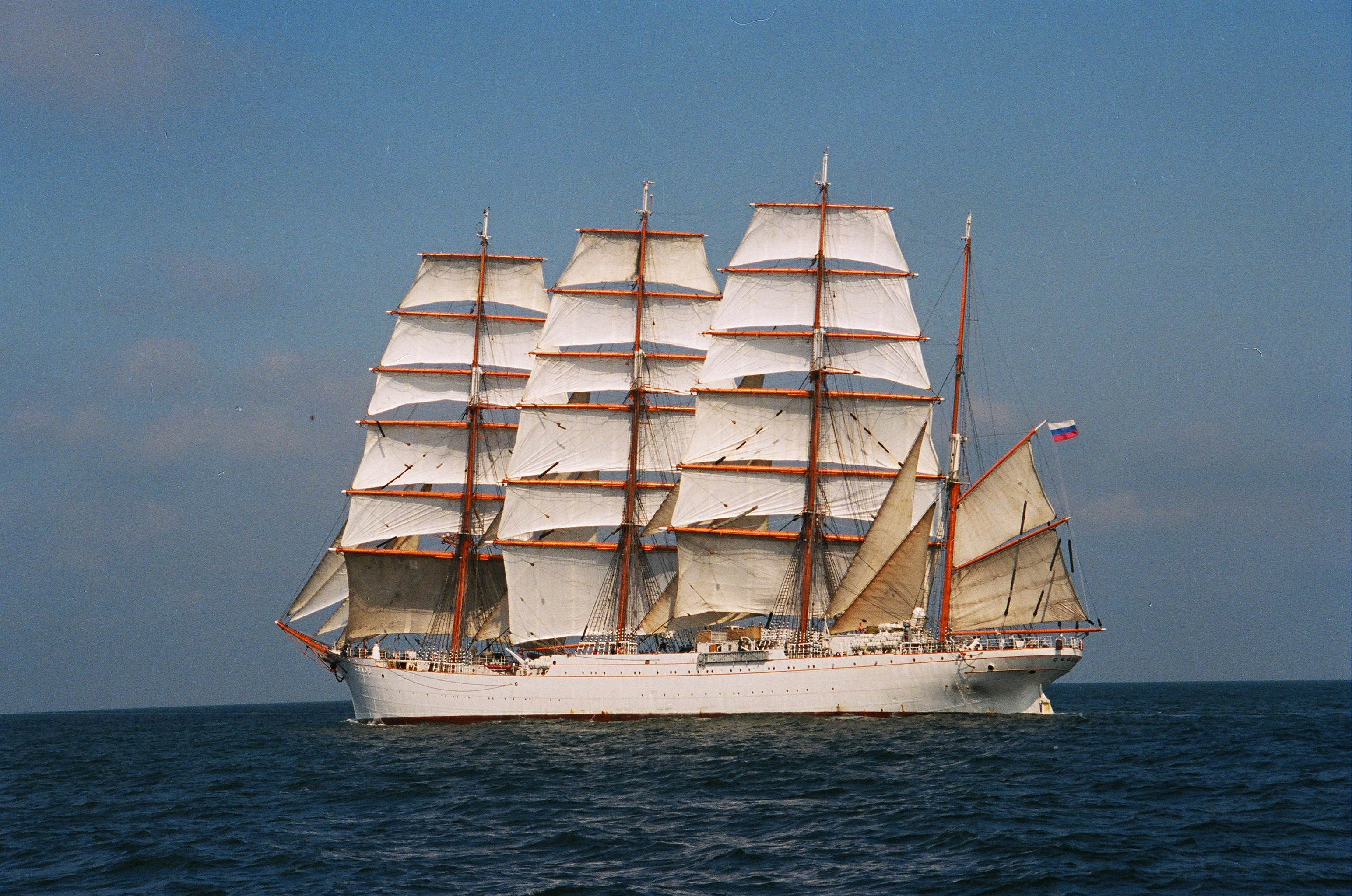
De Russische bark Sedov
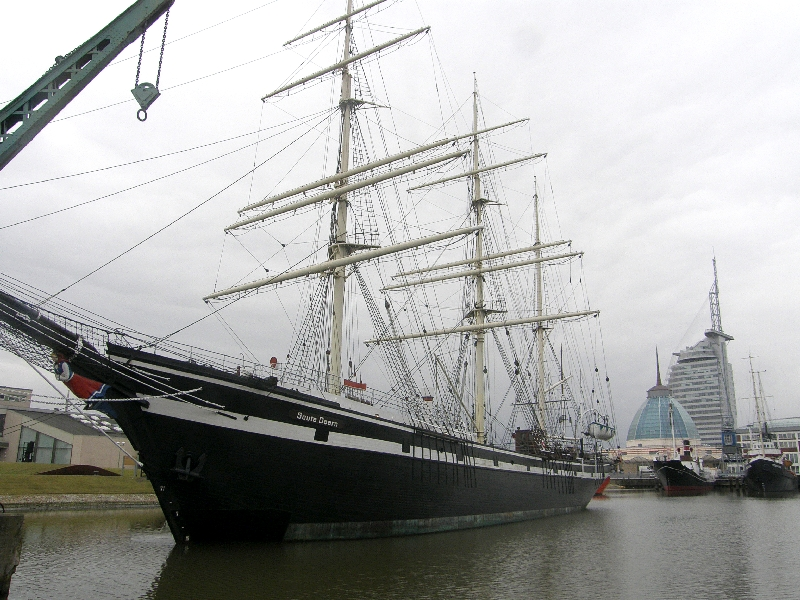
Bark Seute Deern van het Deutsches Schiffahrtsmuseum (gezonken in 2019)